# Powróćmy do naszych baranów
Powróćmy do naszych baranów (fr. Revenons à nos moutons) – synonim: wróćmy do sprawy, do tematu (podobnie jak łacińskie: ad rem).
Powiedzenie pochodzi z francuskiej farsy: Farsy mistrza Piotra Patelin z XV wieku (org. La Farce du Maître Pathelin). Tytułowy bohater jest adwokatem-oszustem, który wyłudził od pewnego sukiennika sześć łokci sukna. Kiedy poszkodowanemu ukradziono jeszcze barany, postanowił dochodzić swoich spraw w sądzie. Traf chciał, że złodzieja baranów bronił w sądzie właśnie ten nieuczciwy adwokat. Na rozprawie sukiennik ciągle mieszał sprawę sukna i baranów, tak że sędzia musiał ciągle przywoływać go do porządku, mówiąc: Powróćmy do naszych baranów!